# Marea mahmureală 3
Marea mahmureală 3, alternativ Marea mahmureală Partea III, (titlu original: The Hangover Part III) este un film american de comedie din 2013 regizat de Todd Phillips după un scenariu de Phillips și Craig Mazin. Rolurile principale au fost interpretate de actorii Bradley Cooper, Ed Helms, Zach Galifianakis, Ken Jeong și Jeffrey Tambor. Este continuarea filmelor Marea mahmureală din 2009 și Marea mahmureală 2 din 2011, ambele produse de  Legendary Pictures și distribute de Warner Bros. Pictures. A avut recenzii negative de la critici și a încasat 362 de milioane de dolari americani în întreaga lume la un buget de 103 milioane de dolari americani.
Filmul urmărește „Haita de lupi” (Phil, Stu, Doug și Alan) în timp ce încearcă să-l ajute pe Alan după ce s-a confruntat cu o criză personală, după petrecerea burlacilor din Bangkok. Cu toate acestea, lucrurile merg prost când un incident din filmul original revine să-i bântuie.
Fimările principale au început în septembrie 2012 în Los Angeles, California, apoi au continuat în Nogales, Arizona și Las Vegas, Nevada. Filmul a avut premiera mondială la 13 mai 2013, în Los Angeles, California, și a fost lansat de Warner Bros. în Statele Unite la 23 mai 2013. A avut recenzii negative din partea criticilor, dar a încasat 362 de milioane de dolari la nivel mondial la un buget de 103 de milioane de dolari americani.

## Prezentare
Doi ani după evenimentele din Bangkok, Leslie Chow scapă de închisoare în timpul unei revolte a deținuților. Între timp, Alan Garner provoacă un „carambol” pe autostradă cu mai multe mașini după ce a cumpărat o girafă și a decapitat-o accidental la un pasaj superior de joasă înălțime. Tatăl lui Alan, Sid, supărat de incident și furios că Alan nu își va asuma responsabilitatea pentru acțiunile sale, moare în urma unui atac de cord. La înmormântare, cumnatul lui Alan, Doug Billings, îi informează pe Phil Wenneck și Stu Price că Alan nu a mai luat medicamentele pentru ADHD de 6 luni și a scăpat de sub control. Grupul participă la o intervenție în care Alan acceptă să se ducă la o unitate de reabilitare din Arizona pentru tratament atâta timp cât „Haita lupilor” îl duce acolo.
Minivanul lui Phil este aruncat de pe drum de un camion închiriat, iar haita de lupi este luată ostatică. Ei se confruntă mai târziu cu șeful mafiei Marshall și cu „Doug cel negru”. Marshall le spune că, la câteva săptămâni după șmecheriile lor din Las Vegas, Chow a deturnat jumătate dintr-un furt de aur de 42 de milioane de dolari și, văzând cum Alan a fost singurul cu care a comunicat Chow în timpul închisorii, a dedus că l-ar putea găsi și i-ar recupera aurul. Marshall îl răpește pe Doug și le dă celorlalți un termen limită de trei zile pentru a-l găsi pe Chow, altfel Doug va fi ucis.
Alan stabilește o întâlnire cu Chow în Tijuana, unde Stu și Phil se vor ascunde și vor încerca să-l drogheze. Cu toate acestea, Alan dezvăluie accidental localizarea lor, iar Chow îi forțează să mărturisească că lucrează pentru Marshall. Chow le explică planul de a recupera aurul furat pe care l-a ascuns în subsolul unei vile mexicane pe care a deținut-o anterior.
Ei pătrund în casă și recuperează cu succes aurul, dar Chow îi închide în subsol, rearmând sistemul de securitate și fugind cu mașina lui Phil. Sunt arestați, dar eliberați în mod misterios la secția de poliție. Sunt luați de o limuzină și duși înapoi la vilă, unde îl găsesc pe Marshall. Ei află că Chow i-a mințit: vila nu a fost niciodată a lui Chow, este a lui Marshall și aurul pe care l-au furat era cealaltă jumătate a lui Marshall pe care Chow nu l-a furat anterior. Marshall îl ucide pe „Doug cel negru” pentru incompetența sa ca șef al pazei și le amintește celor trei de termenul limită care acum este de doar două zile.
Ei urmăresc telefonul lui Phil, care a fost lăsat în minivan și îl găsesc în afara unui magazin de amanet din Las Vegas. Proprietara, Cassie, le spune că Chow a tranzacționat un lingou de aur de 400.000 de dolari cu doar 18.000 de dolari și le dă o carte de vizită pentru un serviciu de escortă pe care îl folosește Chow. Cu ajutorul fostei iubite a lui Stu, Jade, află că Chow este baricadat în apartamentul penthouse din hotelul/cazinoul Caesars Palace. Phil și Alan se strecoară în aparement de pe acoperiș, dar Chow scapă, sărind de pe balcon cu parașuta și cade câțiva kilometri mai departe pe limuzina condusă de Stu care îl încuie în portbagaj. Cei trei iau și aurul din apartament și se întâlnesc cu Marshall, care îl eliberează pe Doug când află că nu mai poate primi și cealaltă jumătate pe care Chow a cheltuit-o în întregime în Bangkok. Deși Marshall a promis că nu-l va face rău lui Chow, acesta trage mai multe focuri de armă spre portbagajul mașinii.
Cu toate acestea, Alan i-a oferit lui Chow mijloacele de a scăpa din portbagaj printr-un compartiment spre bancheta din spate cu câteva clipe mai devreme. Chow iese din limuzină și îi împușcă pe Marshall și bodyguardul său, dar îi cruță pe Phil și Stu pentru că Alan i-a salvat viața. El îi oferă lui Alan un lingou de aur, dar Alan îl refuză și pune capăt prieteniei lor din cauza influenței nesănătoase a lui Chow asupra grupului. În timp ce Chow îi urmărește cu tristețe cum pleacă, aceștia se duc să recupereze mașina lui Phil din fața casei de amanet, unde Alan are o întâlnire cu Cassie. Șase luni mai târziu, se căsătoresc, iar Alan demisionează din „Haita lupilor”.
Într-o scenă de la mijlocul genericului de final, „Haita lupilor” împreună cu Cassie par să fi organizat o altă petrecere sălbatică de care nu-și pot aminti. Stu are acum implanturi mamare și îl acuză furios pe Alan, care își amintește că tortul de nuntă a fost un cadou de la Chow. Chow apare gol din baie, cu o katana. În final, maimuța fumătoare din Bangkok cade din tavan pe Stu.

## Distribuție
- Bradley Cooper - Phil Wenneck[11]
- Ed Helms - Dr. Stuart "Stu" Price
- Zach Galifianakis - Alan Garner
- Ken Jeong - Leslie Chow
- Jeffrey Tambor - Sid Garner
- Heather Graham - Jade
- Mike Epps - Black Doug
- Justin Bartha - Doug Billings
- John Goodman - Marshall
- Sasha Barrese - Tracy Billings
- Jamie Chung - Lauren Price
- Sondra Currie - Linda Garner
- Gillian Vigman - Stephanie Wenneck

## Coloană sonoră
A fost lansată la 21 mai 2013.
| Lista cântecelor |                       |                                                       |         |  |
| Nr.              | Titlu                 | Performer(s)                                          | Lungime |  |
| 1.               | „MMMBop”              | Hanson                                                | 4:30    |  |
| 2.               | „My Life”             | Billy Joel                                            | 4:43    |  |
| 3.               | „Ave Maria”           | Fletcher Sheridan                                     | 1:05    |  |
| 4.               | „Everybody's Talkin'” | Harry Nilsson                                         | 2:50    |  |
| 5.               | „Down in Mexico”      | The Coasters                                          | 3:15    |  |
| 6.               | „Hurt”                | Ken Jeong                                             | 1:22    |  |
| 7.               | „Mother ’93”          | Danzig                                                | 3:24    |  |
| 8.               | „Fuckin' Problems”    | ASAP Rocky featuring 2 Chainz, Drake & Kendrick Lamar | 3:53    |  |
| 9.               | „I Believe I Can Fly” | Ken Jeong                                             | 0:12    |  |
| 10.              | „Fever”               | The Cramps                                            | 4:16    |  |
| 11.              | „N.I.B.”              | Black Sabbath                                         | 6:04    |  |
| Lungime totală:  | Lungime totală:       | Lungime totală:                                       | 39:49   |  |